# Professional Graphics Controller

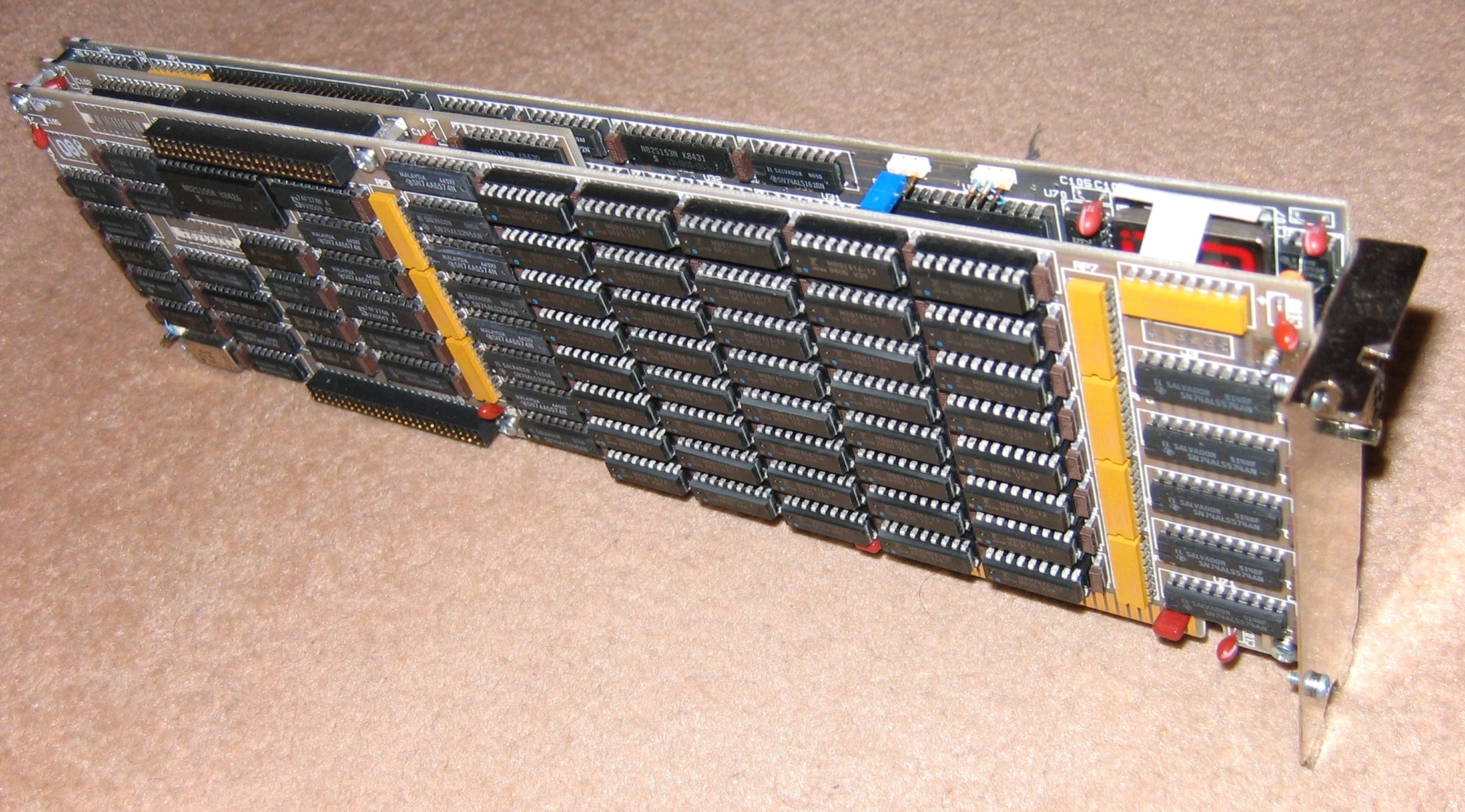
Karta PGC

Professional Graphics Controller (w skrócie PGC) z ang. profesjonalny kontroler graficzny.
Karta graficzna produkowana przez firmę IBM przeznaczona do zastosowań profesjonalnych. W momencie premiery (1984 rok) była to najbardziej zaawansowana karta tego typu do komputerów IBM XT. PGC była podłączana do dwóch gniazd ISA i składała się z 3 elementów (jeden był pomiędzy dwiema kartami w gniazdach). Ponieważ na PBC był osobny procesor był to teoretycznie osobny komputer odpowiedzialny za wyświetlanie grafiki.
Nowością w karcie była wysoka rozdzielczość ekranowa 640x480 z wykorzystaniem 256 kolorów. PGC była akceleratorem 2D oraz 3D. Oprócz swojego trybu pracy karta oferowała emulację karty CGA.
Karta w praktyce(z racji docelowego użytkownika systemów CAD) wykorzystywana była w niewielkiej części istniejącego oprogramowania, głównie CAD (IBM Graphical Kernel System, P-CAD 4.5, Canyon State Systems CompuShow, oraz AutoCAD 2.5).
Karty zgodne produkowane przez niezależne firmy:
- Vermont Microsystems IM-640, IM-1024[3]